# Madame Acquaire
Madame Acquaire còn được biết đến là Mlle Babet (mất sau năm 1786), là một nữ diễn viên sân khấu và đạo diễn sân khấu người Pháp, hoạt động tại Saint-Domingue.

## Sự nghiệp
Mme Acquaire được biết đến dưới cái tên Mlle Babet trong sự nghiệp ban đầu của bà. Trong những năm 1770, bà hoạt động như một nữ diễn viên và đạo diễn ở Petit-Goave. Petit-Goave không sở hữu một nhà hát riêng nào, nhưng các buổi biểu diễn sân khấu và âm nhạc của bà đã vô cùng nổi tiếng ở Saint-Domingue và là một phần quan trọng của đời sống xã hội của thuộc địa, và các buổi biểu diễn sân khấu và âm nhạc được dàn dựng bởi các diễn viên chuyên nghiệp địa phương. Babet có chức năng là giám đốc chuyên nghiệp và người hướng dẫn các buổi biểu diễn tại Petit-Goave, một vị trí đặc biệt đối với một người phụ nữ. Tuy nhiên, ở Saint-Domingue, một số phụ nữ được biết đến vì ảnh hưởng của họ trong thế giới sân khấu, như Mlle Marthe, giám đốc nhà hát St Marc (1769), và Madame Case, đồng đạo diễn với chồng của bà ở nhà hát ở Les Cayes (1785).
Vào ngày 18 tháng 6 năm 1777, Affiches Americaines tuyên bố rằng Beaumarchais' Barbier de Sevilla và l' Braeur d'un moment, một vở kịch opera của Monvel, sẽ được trình diễn vì lợi ích của Mlle Babet, được dàn dựng bởi hội nhà hát nghiệp dư địa phương, trước khi bà rời khỏi vị trí giám đốc sau khi kết hôn với nam diễn viên 'Monsieur Acquaire', người mà bà đã đính hôn tại Comédie de Port-au-Prince sau khi thành lập vào năm 1778.
Madame Acquaire có một vị trí có sức ảnh hưởng trong nhà hát của thủ đô thuộc địa, nơi chồng của bà cuối cùng trở thành giám đốc (1784). Bà thuộc nhóm những ngôi sao hấp dẫn của nhà hát và biểu diễn như một ca sĩ cũng như một nữ diễn viên trong cả nhà hát và opera, đóng vai các vai thuộc thể loại nữ anh hùng bi thảm, một thể loại có địa vị cao trong thời kỳ đó. Bà đã tạo ra một ảnh hưởng quan trọng trong đời sống văn hóa ở Saint-Domingue và đóng một vai trò quan trọng trong việc giới thiệu các diễn viên da màu trên sân khấu trong nhà hát thuộc địa bằng cách tuyển dụng các diễn viên da màu vào nhà hát. Bà được biết đến vì đã tuyển dụng Minette et Lise, người mà bà đã dạy cho những bài học về giọng và sự hiện diện trên sân khấu và gra mắt thành công trên sân khấu vào năm 1780.
Mme Acquaire rời Saint-Domingue đến Pháp vào năm 1786 và chồng của bà cũng rời đi năm năm sau đó, sau khi Cách mạng Haiti bùng nổ năm 1791.